# Sylvicanthon obscurus
Sylvicanthon obscurus là một loài bọ cánh cứng trong họ Bọ hung (Scarabaeidae).